# Aérodrome de Darwaz
Le terrain d'aviation de Darwaz est situé juste au sud de la rivière Piandj qui fait office de frontière entre le Tadjikistan et l'Afghanistan. L'aérodrome de Darwaz est situé à 150 kilomètres à l'est de Douchanbé, au Tadjikistan, à 230 kilomètres au nord nord-est de Koundouz et à 435 kilomètres au nord de Peshawar, au Pakistan.

## Situation
L'aérodrome de Darwaz est entouré par des montagnes culminant à 3350 mètres. Il ne dispose d'aucune infrastructure spécifique.

## Compagnies aériennes et destinations
- Néant